# Camarillas
Camarillas és un municipi d'Aragó situat a la província de Terol i enquadrat a la comarca de la Comunitat de Terol. Compta amb un emblemàtic element arquitectònic que és un aqüeducte medieval encara en funcionament. Està situat al Sistema Ibèric, al costat del riu Penillas.